# Ford Aerostar
O Aerostar é uma van da Ford, fabricada nos Estados Unidos entre 1986 e 1997 em duas versões de comprimento, ambas com o mesmo entre-eixos, com motores de quatro e seis cilindros a gasolina. Tinha uma porta lateral corrediça no lado direito e oferecia também a versão Van, um furgão de carga. A tração era traseira, ao contrário das minivans da Chrysler lançadas em 1984.